# اخاذی جنسی

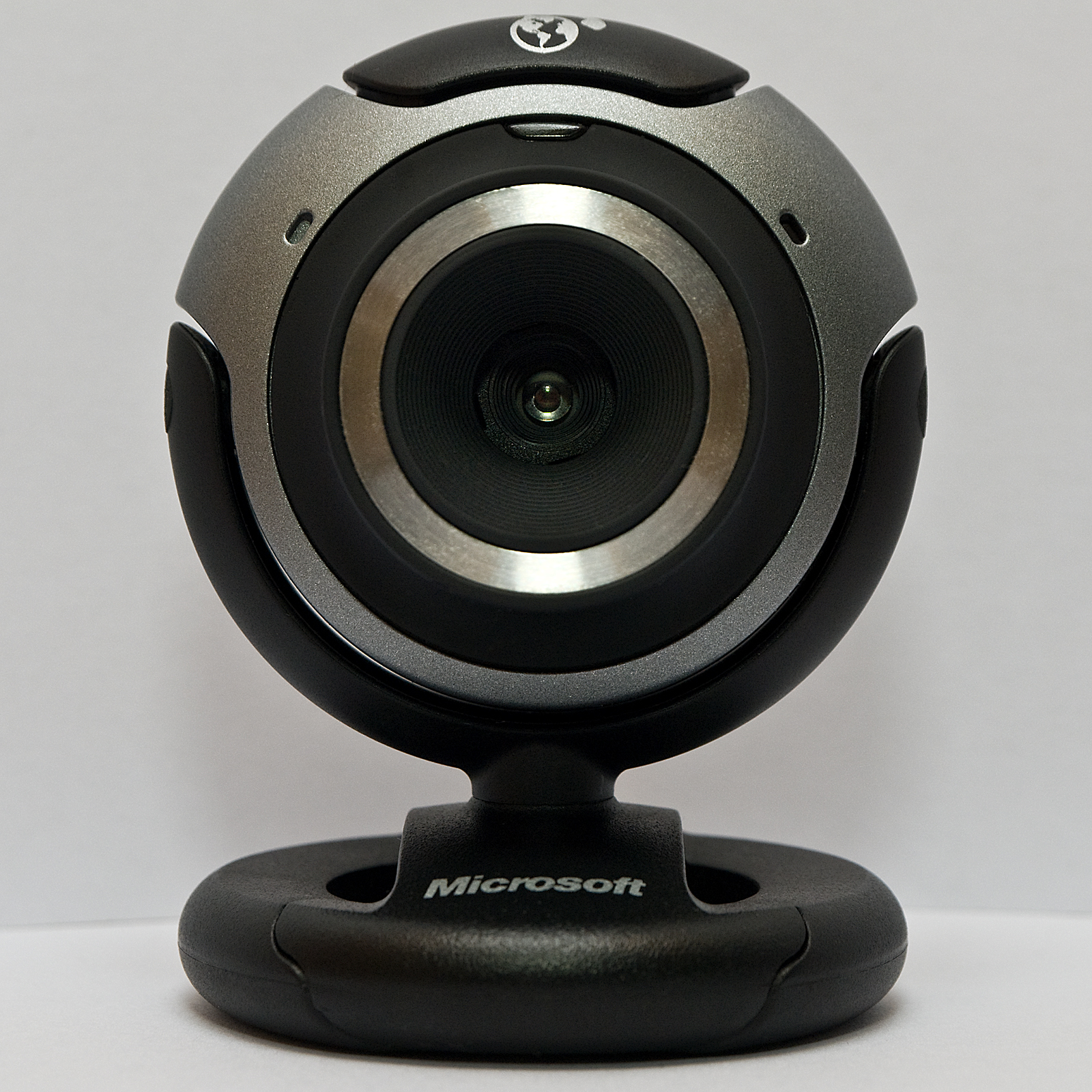
انتشار تصاویر و اطلاعات برای تهدید و اخاذی

اخاذی جنسی (انگلیسی: Sextortion) نوعی استثمار جنسی است که در آن اشکال غیر فیزیکی تهدید و اجبار بکار گرفته می‌شود، تا از قربانی پول و یا خدمات و مزایای جنسی اخاذی شود. اخاذی جنسی به طبقه وسیعی از استثمار جنسی اشاره دارد که در آن سوء استفاده از قدرت و نیز تهدید به انتشار تصاویر و یا اطلاعات به معنای اجبار و تهدید است.